# إف. تايلور براون
إف. تايلور براون (بالإنجليزية: F. Taylor Brown)‏ هو ضابط أمريكي، ولد في 11 أغسطس 1925، وتوفي في 11 يوليو 2011.